# Sacramentário
Sacramentário era um livro que continha as orações que deveriam ser recitadas pelo sacerdote na missa. Ele era utilizado na companhia de outros livros, como o Gradual (basicamente, os salmos com notação musical), o Livro dos Evangelhos, e o Epistolário, com textos de outras partes do Novo Testamento (especialmente, as epístolas paulinas).
Na Baixa Idade Média, estes livros começaram a ser combinados para que os sacerdotes pudessem rezar a missa sem a assistência de um coro e de outros ministros. Isto levou ao surgimento do Missale plenum ("Missal completo"), contendo todos os textos da missa.